# Niederer Tauern
Niederer Tauern är ett berg i Österrike.   Det ligger i distriktet Sankt Johann im Pongau och förbundslandet Salzburg, i den centrala delen av landet, 280 km sydväst om huvudstaden Wien. Toppen på Niederer Tauern är 2 462 meter över havet.
Terrängen runt Niederer Tauern är huvudsakligen bergig, men den allra närmaste omgivningen är kuperad. Närmaste större samhälle är Bad Gastein, 7,7 km norr om Niederer Tauern. 
Trakten runt Niederer Tauern består i huvudsak av gräsmarker. Runt Niederer Tauern är det ganska glesbefolkat, med 29 invånare per kvadratkilometer.